# 텔레비전 음악
텔레비전 음악(television music)은 텔레비전이 나온 이래 음악 프로그램은 중요한 내용이 되고, 그 발달에 따라 음악에 시각적 효과를 가미한 텔레비전 프로그램이 확립되었다. 텔레비전의 컬러화에 의해서 경음악·쇼·발레·오페라 프로그램 등은 화려한 색채감을 가지게 되었다.

## 음악 목록
- DC Super Hero Girls ("Super Life") - Kay Hanley and Michelle Lewis
- ECW 하드코어 TV ("This is Extreme!")
- ER - 제임스 뉴턴 하워드
- IT 크라우드 - Neil Hannon
- KC 언더커버 하이스쿨 스파이 ("Keep It Undercover") - 젠데이아
- NCIS - Numeriklab
- OK K.O.! 내일은 히어로 ("Let's Watch the Show") - 제이크 카우프만
- WWE 러 ("Legendary") - Skillet
- WWE 터프이너프 ("Champion") - Chipmunk ft. 크리스 브라운 (가수)
- 검볼 (애니메이션) - Ben Locket
- 괴짜가족 괴담일기 - Brad Breeck
- 그로잉 페인즈 ("As Long As We Got Each Other") - B. J. 토머스 (season 1 solo) with 제니퍼 원스 (seasons 2–7) and  더스티 스프링필드 (season 4)
- 까이유 ("I'm Caillou") - performed by the title character
- 꼬마의사 맥스터핀스 ("The Doc Is In") - 차이나 앤 매클레인 (seasons 1–3); 앰버 라일리 (season 4)
- I Didn't Do It ("Time of Our Lives") - 올리비아 홀트
- 뉴 걸 ("Hey Girl") - 조이 데이셔넬
- 대니얼 타이거 ("Won't You Be My Neighbor") - 프레드 로저스, David Kelly, James Chapple, Brian Pickett and Graeme Cornies
- Damages ("When I Am Through With You") - The VLA
- 댓츠 소 레이븐 - 레이븐시몬, Orlando Brown and 아넬리서 판데르폴
- The Crown - 한스 짐머
- 더 프라우드 패밀리 - 솔란지 놀스 featuring 데스티니스 차일드
- Defiance - 베어 매크리리
- 라이온 수호대 ("Call of the Guard") - The Lion King Chorus
- Life Goes On (A cover version of The Beatles' "Ob-La-Di, Ob-La-Da") - 패티 루폰 and the rest of the cast
- 라일리의 세상 - ("Take On the  World") - 사브리나 카펜터 and 로언 블랜처드
- 라푼젤 시리즈 ("Wind in My Hair") - 맨디 무어; ("More of Me") - 너태샤 베딩필드
- 레밍턴 스틸 - 헨리 맨시니
- 로스트 인 스페이스 - 존 윌리엄스 (작곡가) (two themes)
- 리브 & 매디 ("Better in Stereo") - 도브 캐머런
- 리지의 사춘기 - "We'll Figure It Out" - Angie Jaree
- 리틀 프린세스 소피아 - 애리얼 윈터
- 마법소녀 마도카☆마기카 ("Connect") - ClariS
- My Babysitter's a Vampire ("Girl Next Door") - Copperot
- 마일로 머피의 법칙 (It's My World (And We're All Living in It") - 위어드 알 얀코빅
- 만닉스 - 랄로 시프린
- 맨하탄의 사나이 - 스튜어트 코플랜드
- Tour of Duty ("Paint It Black") - 롤링 스톤스
- 멜로즈 플레이스 - Tim Truman
- Vikings ("If I Had A Heart") - 카린 드레이예르 안데르손
- Battlestar Galactica (2004) - 베어 매크리리
- 버블버블 인어친구들 - Terry Fryer
- 베벌리힐스 아이들 - John E. Davis
- 베이사이드 얄개들 - Scott Gale
- 블랙애더 - Howard Goodall
- Blossom ("My Opinionation") - 닥터 존
- Bleach - ORANGE RANGE
- 빅뱅 이론 (시트콤) - 베어네이키드 레이디스
- 빅토리어스 ("Make It Shine") - 빅토리아 저스티스
- 뿌까 ("Love Recipe") - Yoon Joo-Hyeon and Kim-wook
- 사우스 파크 - Primus
- 사이크 ("I Know, You Know") - The Friendly Indians
- 새터데이 나이트 라이브 - 하워드 쇼어
- 소 랜덤! - 브랜던 마이클 스미스
- 수퍼 펀 나이트 ("Don't Stop Me Now") - written by 프레디 머큐리; performed by the cast
- 슈퍼 로봇 몽키 - POLYSICS
- 슈퍼와이 - ("Who's Got the Power?") - Eggplant, LLC
- School of Rock! ("Are You Ready to Rock?") - School of Rock
- 스타 트렉: 딥 스페이스 나인 - Dennis McCarthy
- 스타 트렉: 보이저 - 제리 골드스미스
- 시카고 메디컬  ("Theme from Chicago Hope") - 마크 아이셤
- 시티 레인져 ("Eyes of the Ranger") - 척 노리스
- Six Feet Under - 토머스 뉴먼
- Amphibia ("Welcome to Amphibia (instrumental)") - Doug Petty
- 신세기 에반게리온 ("잔혹한 천사의 테제") - 타카하시 요코
- 썬더맨 ("Livin' a Double Life") - 키라 코사린 and 잭 그리포
- 아발로 왕국의 엘레나 - 가비 모레노
- Home Improvement ("Iron John's Rock") - Dan Foliart
- 아울 하우스 - T. J. Hill
- Entourage ("Superhero") - 제인스 어딕션
- 앤디 맥 ("Tomorrow Starts Today") - 사브리나 카펜터
- 앨리 맥빌 ("Searchin' My Soul") - 본다 셰퍼드
- 에드라는 이름의 세 친구 - Patric Caird
- 왕좌의 게임 (드라마) - 라민 자와디
- ALF - 앨프 클라우슨 and Tom Kramer
- 우당탕탕 잉양요 - 카일 매시
- 우리가족 마법사 ("Everything Is Not What It Seems") - 셀레나 고메즈
- Shake It Up - 셀레나 고메즈
- The Walking Dead - 베어 매크리리
- One Tree Hill ("I Don't Want to Be") - 개빈 디그로
- Once Upon a Time - 마크 아이셤
- 위 베어 베어스: 곰 브라더스 ("We'll Be There") - Estelle
- 위기의 주부들 - 대니 엘프먼
- 유쾌한 서니 ("So Far, So Great") - 데미 로바토
- 이 멋진 세계에 축복을! ("Fantastic Dreamer") - Machico
- Impact! ("Megatron") - 크레이지 타운
- 전격대작전 - John Barry
- Jesse ("Time for You") - The Tories
- Jessie ("Hey Jessie") - 데비 라이언
- Jonas ("Live to Party") - 조나스 브라더스
- 조이 101 ("Follow Me") - 제이미 린 스피어스
- 지미 키멀 라이브! - 로버트 굴렛
- 찰리야 부탁해 ("Hang in There Baby") - 브리짓 멘들러
- 천사 조나단 - David Rose
- 천사의 손길 ("I'll Walk With You") - performed by 델라 리즈
- 첩보원 0011 - 제리 골드스미스
- 출동! 에어울프 - 실베스터 르베이
- 커브 유어 엔수지애즘 - "Frolic" by Luciano Michelini
- 케빈은 열두살 ("With a Little Help from My Friends") - 존 레논 and 폴 매카트니; performed by 조 코커
- 콜베어 르포 ("Baby Mumbles") - 칩 트릭
- 크리스는 괴로워 - 마커스 밀러
- 클래리사 익스플레인스 잇 올 (Way Cool") - 레이철 스위트
- 토머스 - Mike O'Donnell
- 토치우드 - 머리 골드
- 투 브로크 걸스 ("Second Chance") - 피터 비욘 앤 존
- 트루 잭슨 ("Change It Up") - 키키 파머
- 틴 타이탄 GO! ("Teen Titans Theme (Mix Master Mike Remix)") - PUFFY (음악 그룹)
- Teen Titans - PUFFY (음악 그룹)
- 페어 오브 킹스 ("Top of the World") - 미첼 무소 and 독 쇼
- 포뮬러 원 (BBC) ("The Chain") - 플리트우드 맥
- 프레이저 (시트콤) ("Tossed Salads and Scrambled Eggs") - 켈시 그래머
- 프리즌 브레이크 - 라민 자와디
- 피니와 퍼브 ("Today Is Gonna Be a Great Day") - 볼링 포 수프
- 핑구 (“Pingu Dance”) - 데이비드 해셀호프
- 하이 하이 퍼피 아미유미 ("Hi Hi") - PUFFY (음악 그룹)
- 헤드 오브 더 클래스 - Ed Alton
- Human Target - 베어 매크리리